# Adam Kogut
Adam Władysław Kogut (Krakau, 4 december 1895 – Katyn, 16 april 1940) was een Pools voetballer en militair. Door de vele militaire overplaatsingen had hij nooit de kans om lange tijd bij dezelfde club te spelen. In 1940 werd Kogut door de NKVD vermoord bij het bloedbad van Katyn. Lech Kaczyński kende in 2007 al de in Katyn vermoordde officieren de rang majoor toe, waardoor ook Kogut postuum deze rang bereikte.
Kogut speelde 1 wedstrijd voor het Pools voetbalelftal, dit was op 28 mei 1922 in een wedstrijd tegen Zweden.